# Dzierzgowo (gmina)
Pour les articles homonymes, voir Dzierzgowo.
Dzierzgowo est une gmina rurale (gmina wiejska) de la powiat de Mława, dans la Voïvodie de Mazovie, dans le centre-est de la Pologne.
Son siège administratif (chef-lieu) est le village de Dzierzgowo, qui se situe environ 21 kilomètres à l'est de Mława (siège de la powiat) et 108 kilomètres au nord de Varsovie (capitale de la Pologne).
La gmina couvre une superficie de 150,63 km2 pour une population de 3 405 habitants en 2006.

## Histoire
De 1975 à 1998, la gmina est attachée administrativement à la voïvodie de Ciechanów.

Depuis 1999, elle fait partie de la voïvodie de Mazovie.

## Géographie
La gmina inclut les villages et localités de :

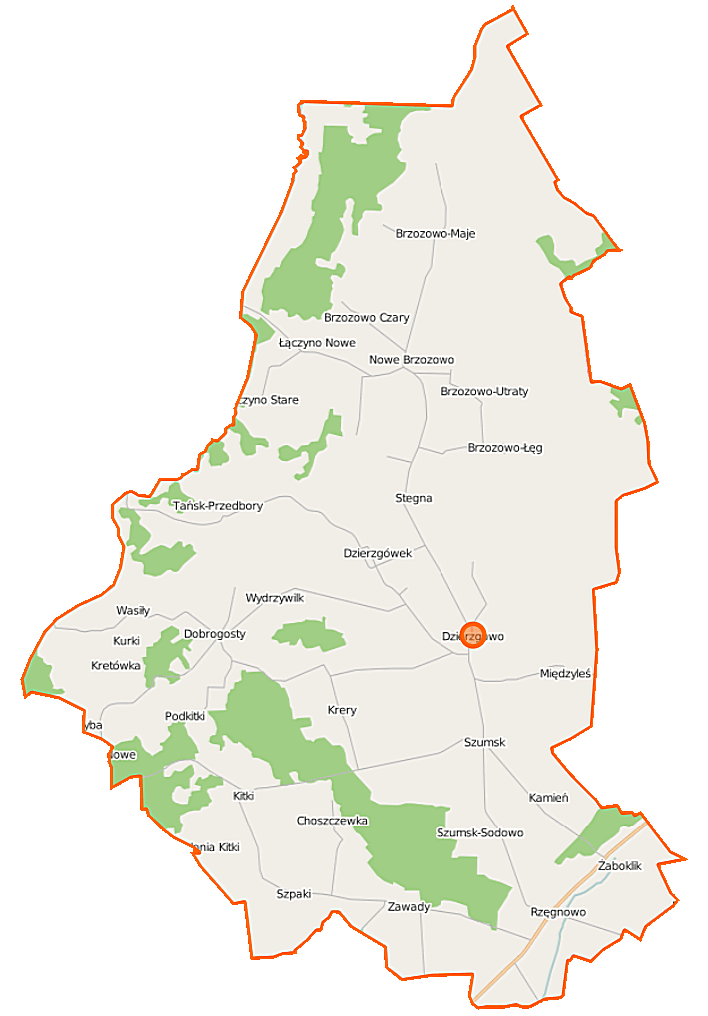
Plan de la gmina

- Brzozowo-Czary
- Brzozowo-Dąbrówka
- Brzozowo-Łęg
- Brzozowo-Maje
- Brzozowo-Utraty
- Choszczewka
- Dobrogosty
- Dzierzgówek
- Dzierzgowo
- Kamień
- Kitki
- Kolonia Choszczewka
- Kostusin
- Krery
- Kurki
- Międzyleś
- Nowe Brzozowo
- Nowe Łączyno
- Pęcherze
- Pobodze
- Rogale
- Ruda
- Rzęgnowo
- Sosnówka
- Stare Brzozowo
- Stare Łączyno
- Stegna
- Szpaki
- Szumsk
- Szumsk-Sodowo
- Tańsk-Chorąże
- Tańsk-Grzymki
- Tańsk-Kęsocha
- Tańsk-Kiernozy
- Tańsk-Przedbory
- Tańsk-Umiotki
- Wasiły
- Wydrzywilk
- Żaboklik
- Zawady

### Gminy voisines
La gmina de Dzierzgowo est voisine des gminy suivantes :
- Chorzele
- Czernice Borowe
- Grudusk
- Janowiec Kościelny
- Janowo
- Krzynowłoga Mała
- Szydłowo
- Wieczfnia Kościelna

## Structure du terrain
D'après les données de 2002, la superficie de la commune de Dzierzgowo est de 150,63 km2, répartis comme tel :
- terres agricoles : 64%
- forêts : 27%

La commune représente 12,86% de la superficie du powiat.

## Démographie
Données du 30 juin 2004 :
| Description        | Total  | Total | Femmes | Femmes | Hommes | Hommes |
| ------------------ | ------ | ----- | ------ | ------ | ------ | ------ |
| Unité              | Nombre | %     | Nombre | %      | Nombre | %      |
| Population         | 3 489  | 100   | 1 722  | 49,4   | 1 767  | 50,6   |
| Densité (hab./km²) | 23,2   | 23,2  | 11,4   | 11,4   | 11,7   | 11,7   |